# グワーリヤル城

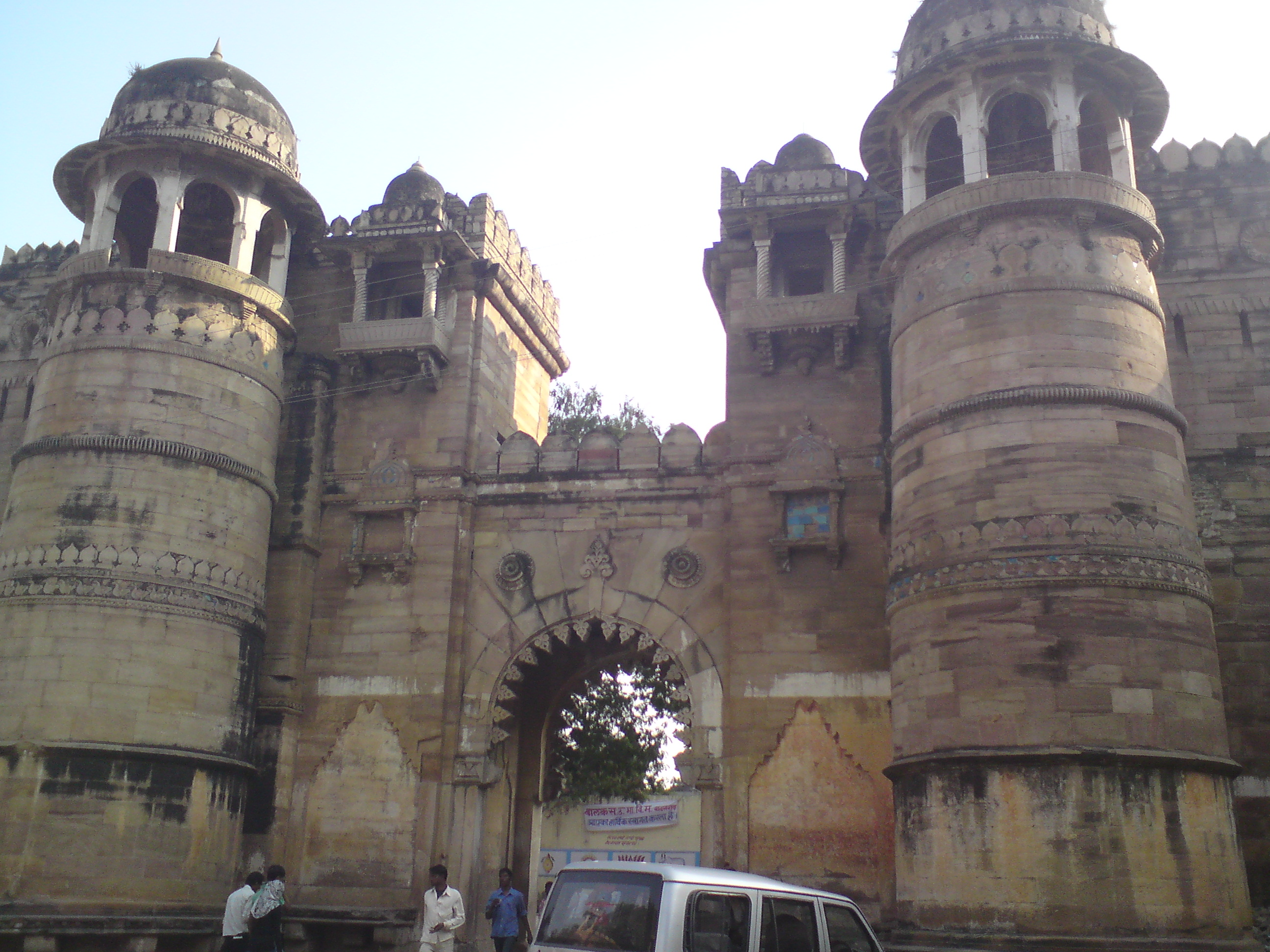
グワーリヤル城の城門

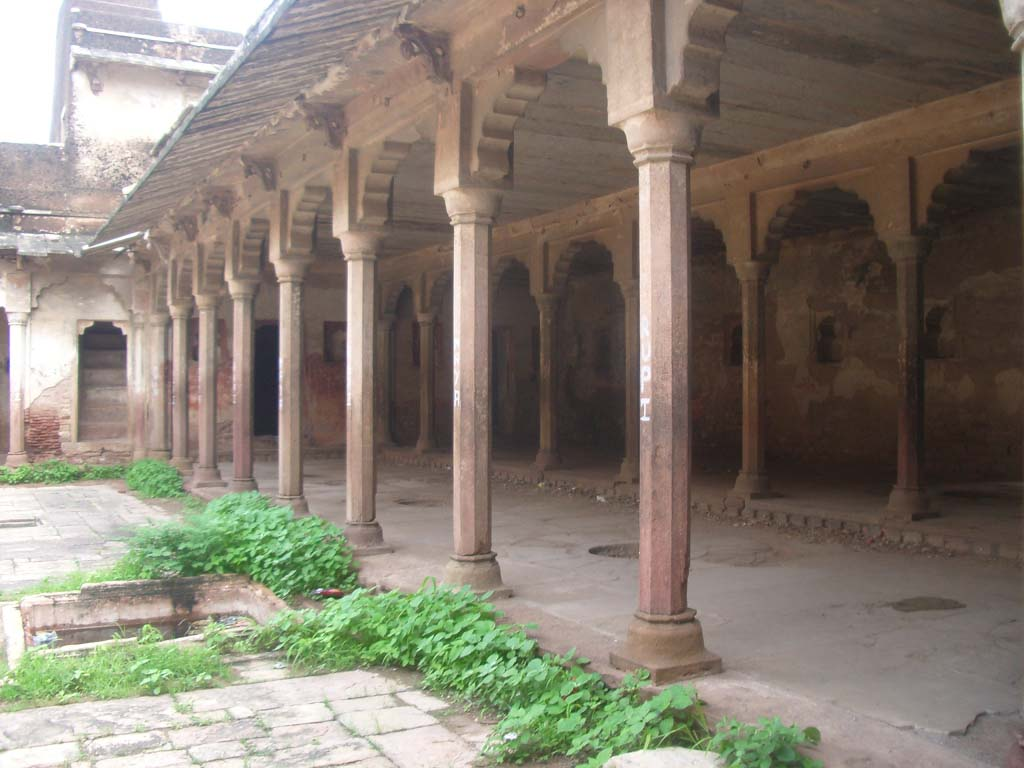
城内

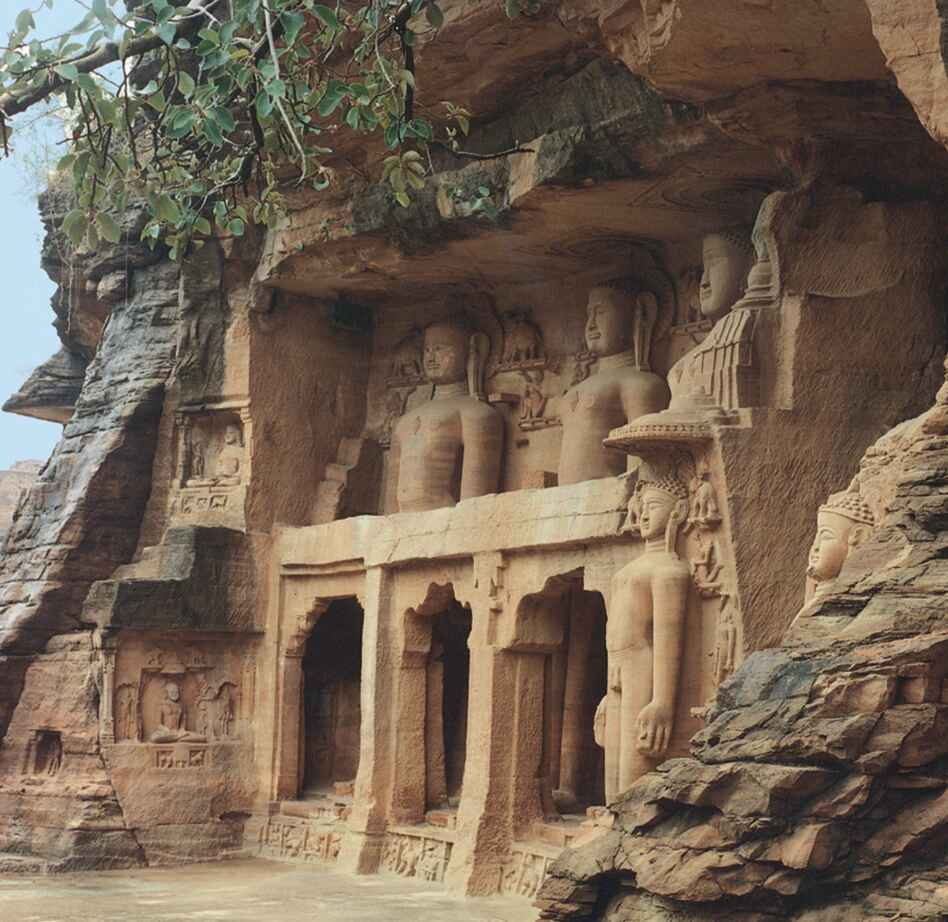
ジャイナ教ティールタンカラの像

グワーリヤル城（グワーリヤルじょう、ヒンディー語: ग्वालियर क़िला、Gwalior Fort）は、インドのマディヤ・プラデーシュ州、グワーリヤル県の都市グワーリヤルに存在する城。

## 歴史
この城の歴史は古く、6世紀ごろからその存在が知られている。
1023年、ガズナ朝のマフムードがこの城を攻撃したが失敗した。
1196年以降、クトゥブッディーン・アイバクの軍勢により包囲され、これは1211年まで続いた。
1231年、シャムスッディーン・イルトゥトゥミシュにより占領される。
1398年、トーマラ朝の創始者により占拠され、デリー・スルターン朝の支配から離れる。
グワーリヤル城には15世紀に作られたジャイナ教の彫像が多数残る。約1500の像があり、その大部分はトーマラ朝のドゥーンガラシンハとその子のキールティシンハの治世（1440-1473年）に作られた。これらの像はディガンバラ派ジャイナ教徒の宮廷詩人ライドゥーによって奉献された。
1519年、ローディー朝の君主イブラーヒーム・ローディーによって占拠される。
1553年から1556年にかけて、スール朝のヒンドゥー武将ヘームーの管理下にあった。
1576年、ムガル帝国の皇帝アクバルに占拠され、帝国の支配下に入った。
1740年、ジャート族の支配下に置かれ、その後シンディア家のマハーダージー・シンディアの支配下に入った。
1858年、インド大反乱における指導者であるラクシュミー・バーイーが立て籠もり、激戦地の一つとなった。大軍を出撃させたイギリス軍に対し、6月18日に迎撃に出陣したラクシュミーは前線で指揮中に狙撃されて戦死し、20日にグワーリヤル城は陥落した。